# Rohrpost

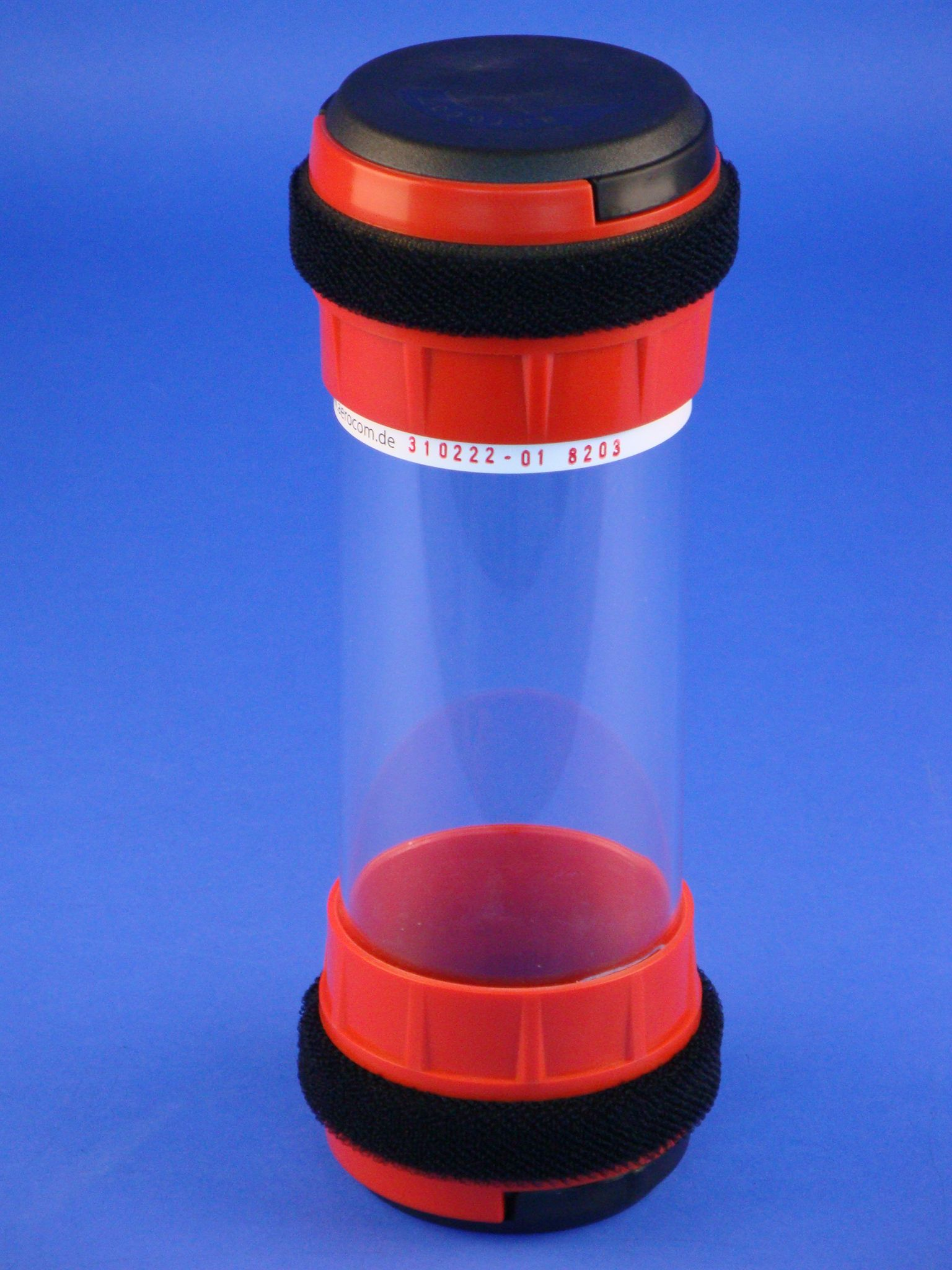
Transparente Rohrpostbüchse, tailliert für Kurvengängigkeit (2010)

Die Rohrpost ist eine Form des schnellen und personalarmen Transports von Gegenständen in kleinen, zylindrischen Behältern mittels Druckluft in Röhren konstanten Kalibers von typisch 5 bis 20 cm.
Ab der Mitte des 19. Jahrhunderts bis zum Anfang des 20. Jahrhunderts entstanden in einigen Großstädten auf verschiedenen Kontinenten große Rohrpostanlagen von teilweise mehreren hundert Kilometern Länge. Daneben existierten auch kleinere Rohrpostanlagen, die innerhalb eines Gebäudes oder zwischen mehreren benachbarten Gebäuden kleinere Gegenstände automatisiert transportierten. Solche Anlagen werden im Gegensatz zu den Fernrohrpostanlagen noch eingesetzt.
Postalisch gesehen wurde die erste Rohrpost 1853 in London eingerichtet. Sie diente im Telegraphenamt als Hausrohrpost. Die Rohrpost in Wien ging am 19. März 1875 in Betrieb, die Rohrpost in Berlin am 1. Dezember 1876. Auslöser für diesen Boom war die Telegrafie. Diese transportierte Nachrichten sehr schnell an die Empfangsstellen, von wo sie jedoch über Boten oft Tage brauchten, bis sie die Empfänger erreichten. Die Inhalte der Rohrpost waren deswegen häufig zusammengerollte Zettel mit Nachrichten.

## Grundlagen zur Rohrposttechnik

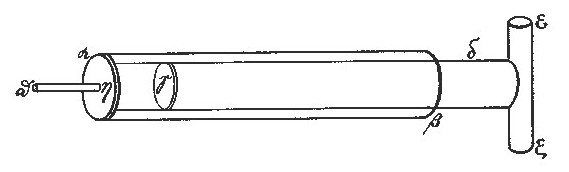
Konstruktion eines Druckrohres zur Herstellung von Überdruck und Unterdruck mit einem Kolben nach Heron von Alexandria

### Allgemeine Grundlagen
Die praktischen Grundlagen der Rohrpost sind bekannt, seit in verschiedenen Kulturen das Blasrohr erfunden wurde. Die theoretischen und experimentellen Grundlagen der Rohrpost wurden bereits in der Pneumatika des Heron von Alexandria (1. Jahrhundert n. Chr.) entwickelt. Hier sind in Kapitel 56 und 57 die Prinzipien der Herstellung von atmosphärischem Unterdruck und Überdruck in einem Zylinder beschrieben, in den ein Kolben eingeführt wird. Allerdings ging es bei Heron noch nicht um den Transport von Objekten, die durch den Druckunterschied in einer Röhre hätten befördert werden sollen.

### Wegbereiter der modernen Rohrpost
Um 1810 bemühte sich der englische Ingenieur George Medhurst (1759–1827) erstmals ernsthaft um den Einsatz atmosphärischer Luft für industrielle und verkehrstechnische Zwecke. In entsprechenden Veröffentlichungen schlug er vor, die Luft aus einer eisernen Röhre abzupumpen, um so durch den erreichten Druckunterschied eine entsprechende Triebkraft zu erzielen; Medhurst gilt daher als Erfinder der pneumatischen Rohrpost.

Diesen Gedanken griff 1818 der englische Ingenieur Vallance auf, mit der Idee, Personen und Güter von London nach Brighton in einer tunnelartigen, gusseisernen und entsprechend großen Röhre zu befördern. Diese Bemühungen verliefen allerdings ergebnislos, jedoch brachten Versuche zum Transport von Postgut mit Luftdruck in kleinkalibrigen Röhren erste Erfolge. Auch der Erfinder des Schiffspropellers, Josef Ressel, beschäftigte sich mit der Rohrpost. Er entwickelte sie 1827 weiter und brachte sie 1847 zur Reife.

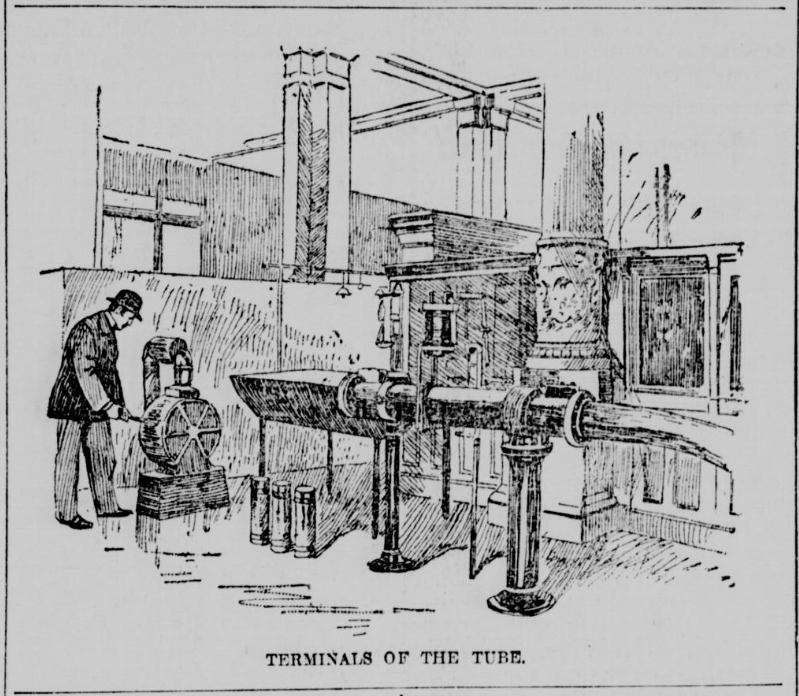
Rohrpost, 1897

Der Franzose Abbé Moigno richtete zur Beförderung von Postgut mit Druckluft 1852 eine Versuchsstrecke ein, die letztlich dazu führte, dass der Franzose Galy Cazalar und der Engländer Josiah Latimer Clark unabhängig voneinander 1854 entsprechende Landespatente einreichten. Sie beschrieben eine technische Einrichtung, mit der in Blechbüchsen eingeschlossene kleine Pakete und Briefe bei hoher Luftverdünnung oder -verdichtung durch Röhren zu einem nicht sehr weit entfernten Ort befördert werden konnten.

### Funktionsweise
Mit Hilfe eines elektrisch angetriebenen Verdichters wird der nötige Sog oder Druck (oder kombiniert an Ein- und Ausgangspunkten gleichzeitig) erzeugt, um die zylindrischen Behälter (Büchsen), in denen das Transportgut verschickt werden soll, durch verlegte Rohre zu befördern. Der Durchmesser der Büchsen ist nur geringfügig kleiner als der Innendurchmesser der einheitlichen Rohre. An Ein- und Ausgangspunkten werden diese Büchsen eingelegt und bei Mehrpunktanlagen das Ziel mit einer Eingabe in der Steuerung bestimmt. Um jeden Ausgangspunkt zu erreichen, werden elektronisch gesteuerte Weichen eingebaut, die bis zu vier Verteilungen zulassen. Bei mittleren und großen Systemen erfolgt die Steuerung durch Computer. Um das empfindliche Transportgut zu schützen, werden die Büchsen vor jeder Station pneumatisch abgebremst. Das kleinste Rohrpost-System ist die 2-Punkt-Anlage. Sie funktioniert nur in Hin- und Rückrichtung. Eine größere Version kommt z. B. bei der Bargeldentsorgung zum Einsatz. Hierbei wird das Geld von den Kassen eines Supermarktes oder Bankschalters direkt in den Tresor oder einen Sicherheitsbereich geschickt. Solch ein Einliniensystem kann bis zu 99 Ein- und Ausgabepunkte haben bei individueller Zuordnung jeder einzelnen Station. Die größte Rohrpostanlage ist das Mehrliniensystem. Ein solches System hat bis zu 512 Stationen und bis zu 64 Linien.
Die Büchsen können je nach Bauweise und Anwendungszweck, z. B. lange gerade Einzelstrecken, mit bis zu 11 Metern pro Sekunde (rund 40 km/h) durch das Röhrensystem befördert werden. Normale Geschwindigkeiten bewegen sich im Bereich von sechs bis acht Metern pro Sekunde, bei sensiblen Sendungen auch nur mit zwei bis drei Metern pro Sekunde. Es können, je nach Anlage, auch mehrere Büchsen gleichzeitig (Zug) befördert werden.

Die durch den Luftdruck auf die Büchse wirkende Kraft, die sich aus dem Produkt des Differenzdrucks und der Querschnittsfläche ergibt, muss ausreichen, um ihre Gewichtskraft bei Aufwärtstransport plus Reibungskräfte zu überwinden. Die Büchsen bestehen aus transparentem, leichtem Kunststoff und besitzen oft einen Bajonettverschluss. An den beiden Enden befinden sich kuppelartige Abschlüsse, um das Anstoßen in den gepufferten Endstationen abzumildern.

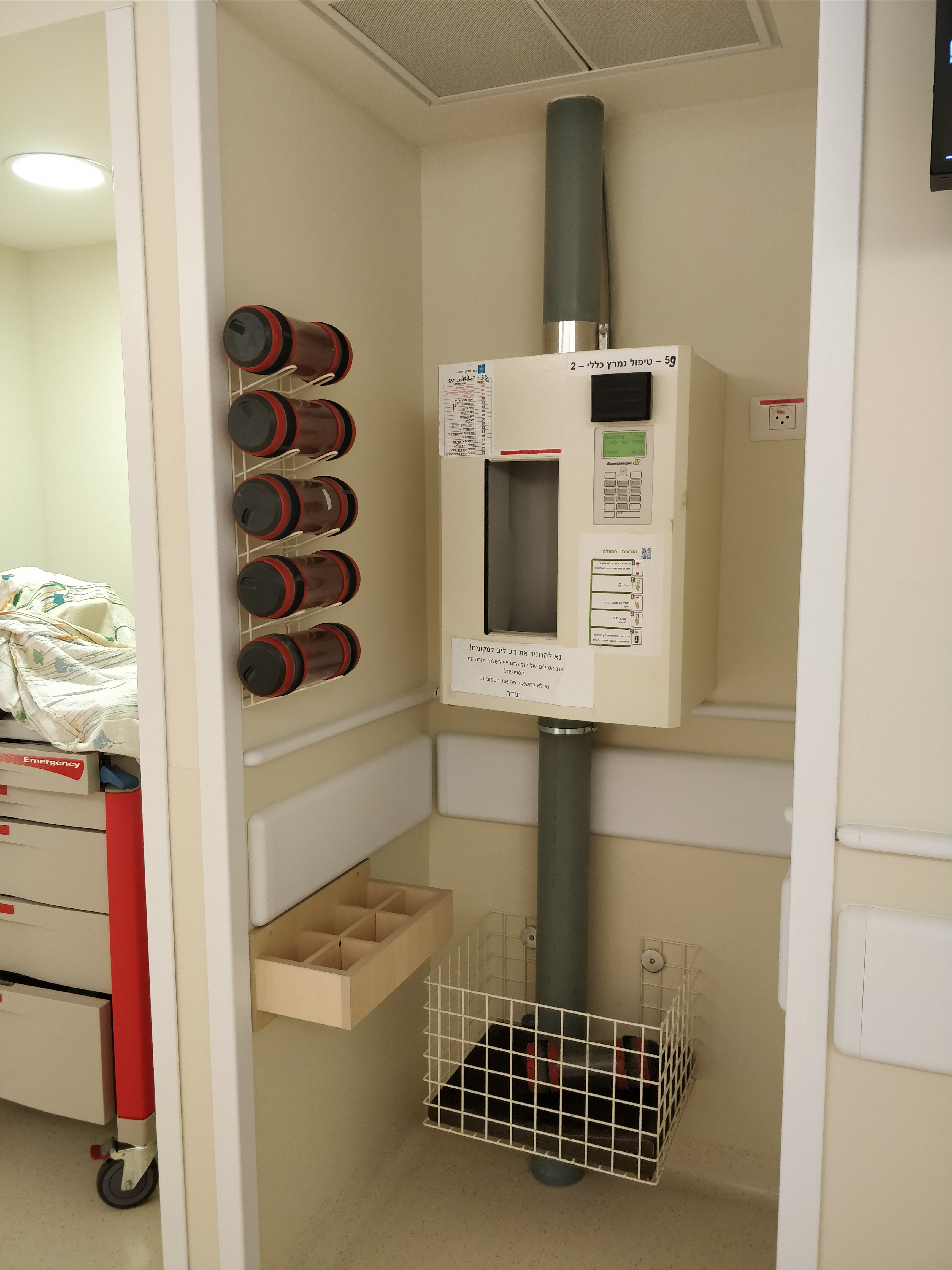
Rohrpoststation

Rohrkurven können Radien von 5 bis 10 Rohrdurchmessern haben. Für die Kurvengängigkeit müssen die Büchsen mittig tailliert sein, und die beiden Dichtringe müssen nach außen ausreichend weit vorstehen. Die Dichtringe, die einen Abstand von etwa 3 bis 5 Rohrdurchmessern haben und aus Textilflausch bestehen, sind die einzigen Bestandteile der Büchse, die mit der Innenwand der Rohre in Kontakt kommen.
Frühere Fernrohrpostanlagen, die einer Kühlung bedurften, dienten überwiegend der schnellen Brief- und Telegrammbeförderung zwischen wichtigen Postämtern innerhalb einer Stadt (wie die Rohrpost in Hamburg, die Rohrpost in Berlin oder die Rohrpost in München aber auch die Rohrpostnetze in Amerika und viele in anderen Ländern, siehe unten).
Kleinere 2-Punkt-Systeme sind häufig in kleineren Arztpraxen mit Labor zu finden. Die Kosten einer solchen Anlage liegen etwa bei 3200 Euro (Stand Januar 2010).

## Städtische Rohrpostnetze

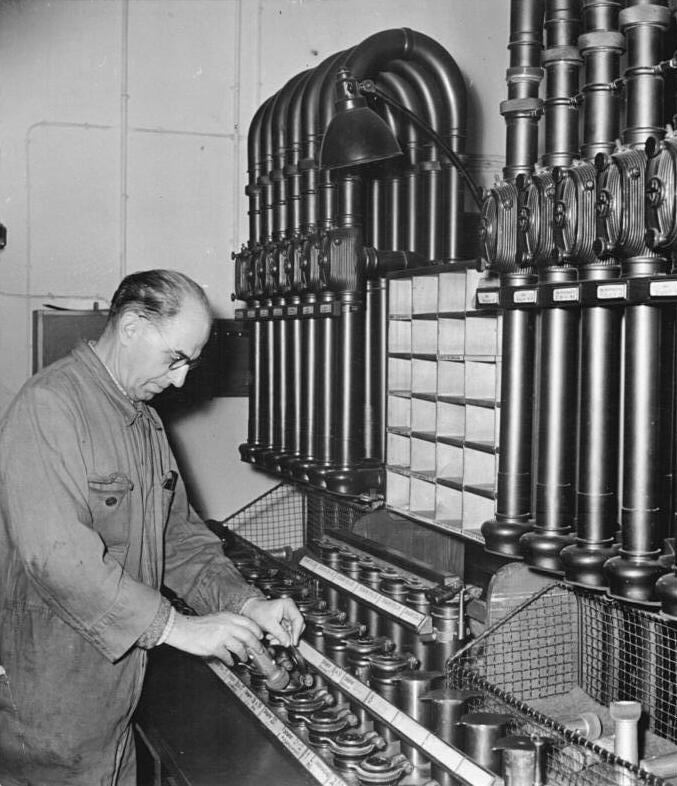
Postscheckamt in Berlin (1959)

Die erste Rohrpost wurde 1853 von Josiah Latimer Clark in London gebaut. Es war eine 220 Yards (ca. 200 m) lange Verbindung zwischen der London Stock Exchange und dem Central Telegraph Office. Ähnliche Verbindungen zwischen einem Telegraphenamt und der Börse entstanden 1865 in Berlin und 1866 in Paris.
Diese ersten Anlagen waren nur zum Transport kleiner Gegenstände geeignet, so hatte z. B. die Londoner Anlage einen Durchmesser von 1,5 Zoll (3,81 cm). Clark gründete später zusammen mit T. W. Rammell die Pneumatic Despatch Company, die 1861 eine 30 Zoll (76,2 cm) Röhre baute, in der Lasten bis zu 3 Tonnen transportiert werden konnten. Diese Pneumatic Dispatch Railway war bis 1874 in Betrieb. Ähnliche Anlagen gab es in New York: Eine 1867 gebaute 107 Fuß (32,6 m) lange und 6 Fuß (1,83 m) im Durchmesser große Anlage von Alfred Ely Beach, die zwölf Personen transportieren konnte. Eine noch größere Anlage, 312 Fuß (95 m) lang und mit 9 Fuß (2,74 m) Durchmesser, entstand 1869/1870 im Felsen unterhalb des Broadway. Im ersten Jahr transportierte der Beach Pneumatic Transit über 400.000 Passagiere, sie ging 1873 außer Betrieb. Diese Systeme konnten sich nicht im Personentransport gegen die London Underground durchsetzen, bei der mit Erfolg zuerst Dampflokomotiven und bereits ab 1890 elektrische Lokomotiven eingesetzt wurden.

### Rohrpostnetze in Europa
In Europa gab es die folgenden Rohrpostnetze:
- Belgien: Brüsseler Rohrpost
- England und Schottland: Birmingham, Glasgow, Liverpool, London, Manchester, Newcastle
- Rohrpostnetze in Frankreich: Paris (1866 (1879 öffentlich) – 1984) und Marseille (1910–1964)
- Rohrpostnetze in Böhmen existieren in Prag (ab 1887, seit den Überschwemmungen des Jahres 2002 nicht mehr in Betrieb) und Karlsbad (nur wenige hundert Meter lang). Wahrscheinlich hat zur Zeit der KuK-Monarchie auch eine Rohrpost in Triest bestanden. Auf italienischsprachigen Telegrammformularen der KuK-Postverwaltung für Triest gibt es den vorgedruckten Hinweis auf den Transport von Telegrammen durch die posta pneumatica.
- Irland: Dublin
- Rohrpostnetze in Italien befanden sich in Florenz (eventuell), Genua (bereits seit den 1850er Jahren ca. 12 km), Mailand, Neapel, Rom und ggf. auch Triest (s. o.)
- Die Vatikanstadt hatte einen Rohrpostanschluss zum römischen Rohrpostnetz (Stempel mit der Inschrift Città del Vaticano / posta pneumatica sind belegt)

#### Deutschland
Größere innerstädtische Rohrpostnetze in Deutschland gab es in Berlin, Chemnitz, Düsseldorf, Frankfurt am Main, Hamburg, Leipzig, Nürnberg, München und Stuttgart.

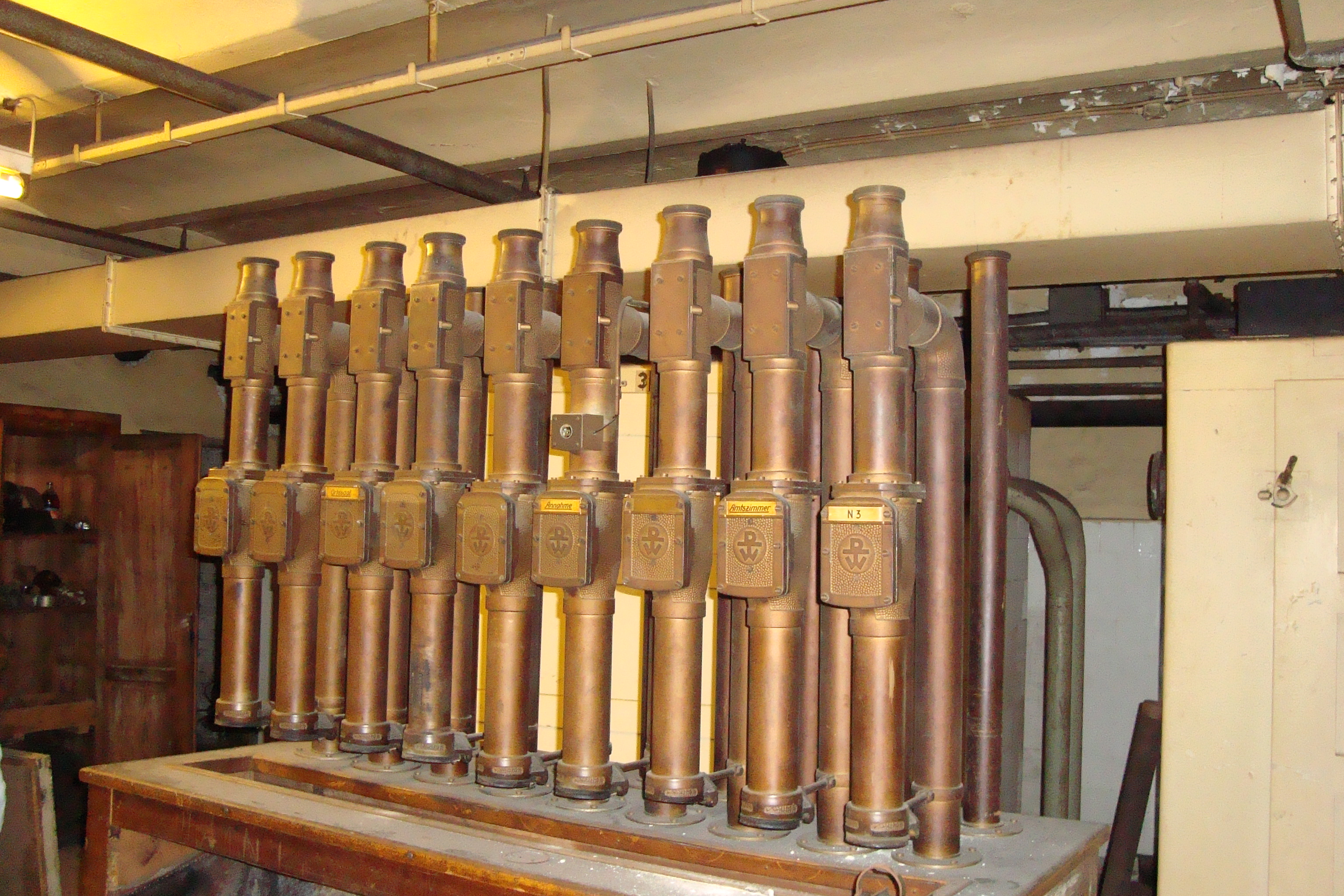
Rohrpostnetz Berlin

In Hamburg gab es von 1962 bis 1976 eine weltweit einmalige Großrohrpost der Deutschen Bundespost mit 45 cm Innendurchmesser der zwei Fahrröhren. Diese verliefen zwischen der Hauptpost 3 (Hühnerposten, Nähe Bahnhof) und dem Postamt 11 in der Innenstadt (Alter Wall) auf zwei großteils verschiedenen Routen von je etwa 1,8 km Länge. In eine „Büchse“ (Transportbehälter) passten 2000 Normalbriefe. Die Versuchsanlage wurde abgebaut, einige Rohre verblieben im Untergrund. Geführte Besichtigungen führen zu Relikten.

#### Österreich
In Österreich gab es von 1875 bis 1956 ein Rohrpostnetz in Wien. In Graz gab es eine Rohrpostverbindung im Untergrund zwischen dem Telegraphenamt (errichtet 1927/1931), bei dem Telegramme ehemals als Text auf Papierstreifen aufgenommen und der Telegrammzustellung im Gebäude der damaligen Hauptpost 8010, Neutorgasse am nächsten Häuserblock zugeschickt wurden. Als das Postamt um 2000 im Gebäude umzog, wurde die Rohrpoststation abgebaut.

#### Schweiz
Die schweizerische PTT betrieb seit 1913 Stadtrohrpostnetze in Basel, Bern, Genf, Lausanne und Zürich, an denen sich insbesondere die Banken zur Abwicklung ihres Clearingverkehrs beteiligten. Rachele Delucchi schrieb 2020 zur Bedeutung der Rohrpost, diese habe «gerade im stillen, regelmäßigen, sicheren unterirdischen Funktionieren, im wertvollen, exklusiven Verkehr» gelegen.
Die Basler Anlage mit 35 Stationen wurde 1961 von Siemens auf vollautomatischen Betrieb umgestellt. Zwischen 1974 und 1981 wurden noch neue PVC-Rohre mit NW100 verlegt; 1997 wurde der Betrieb jedoch wegen hoher Unterhaltskosten eingestellt.

#### Niederlande
Fotografien von C. August Schmidt & Söhne (Hamburg) zeigen, dass dieses Unternehmen in den 1930er Jahren eine versandfertige Rohrpostanlage für Amsterdam hergestellt hatte. Ob die Anlage geliefert und montiert wurde, ist nicht bekannt. Nach einem Empfehlungsschreiben von Mix & Genest hatte Rotterdam eine Stadtrohrpostanlage mit zwei Stationen und 1400 m Transportrohr.

### Außereuropäische Rohrpostnetze

#### Rohrpostnetze in Amerika
Die größte Rohrpostanlage in Amerika, die auch Päckchen transportieren konnte, existierte in New York City. Daneben bestanden Anlagen in Boston, Chicago, Philadelphia und St. Louis. Außerdem hat es Rohrpostanlagen in Buenos Aires (Argentinien) als expreso urbano (Stadtschnellverkehr) des Telegraphenamtes sowie in Rio de Janeiro und São Paulo gegeben. In Brasilien wie in Argentinien sind die Rohrpostganzsachen von der Telegraphenverwaltung herausgegeben worden, was auf den ursprünglichen Sinn des Rohrpostnetzes zur Beschleunigung der Telegrammübermittlung in Großstädten hinweist.

#### Afrika
Algier besaß eine Rohrpostanlage, die wenigstens bis kurz nach dem Ende der französischen Kolonialherrschaft noch in Betrieb war (Betriebsdauer vom 4. April 1910 bis zum 5. Juli 1962) und, so weit bekannt geworden ist, teilweise als exprès urbain (Stadtschnellverkehr) auch mit anderen Transportmöglichkeiten versorgt wurde. In Algier wurden zunächst Rohrpostganzsachen der französischen Post verwendet. Im Jahre 1938 wurde dann eine eigene Rohrpostganzsache für Algier herausgegeben, die für die Verwendung im exprès urbain vorgesehen war.

### Das Überleben der Rohrpost
Auch nach der Aufhebung der Rohrpost für den öffentlichen Postverkehr wurde das Netz postintern weiter genutzt, so für die Beförderung von eingegangenen Eilbotensendungen zum Zustellpostamt.

Kartenbrief der Rohrpost in Buenos Aires, ca. 1920
Bedarfsgebrauchte Rohrpostkarte der Rohrpost in São Paulo aus dem Jahre 1916. Die Karte ist durch einen offiziellen Handstempelaufdruck der Telegraphenverwaltung von 300 Reais auf 500 Reais aufgewertet worden.
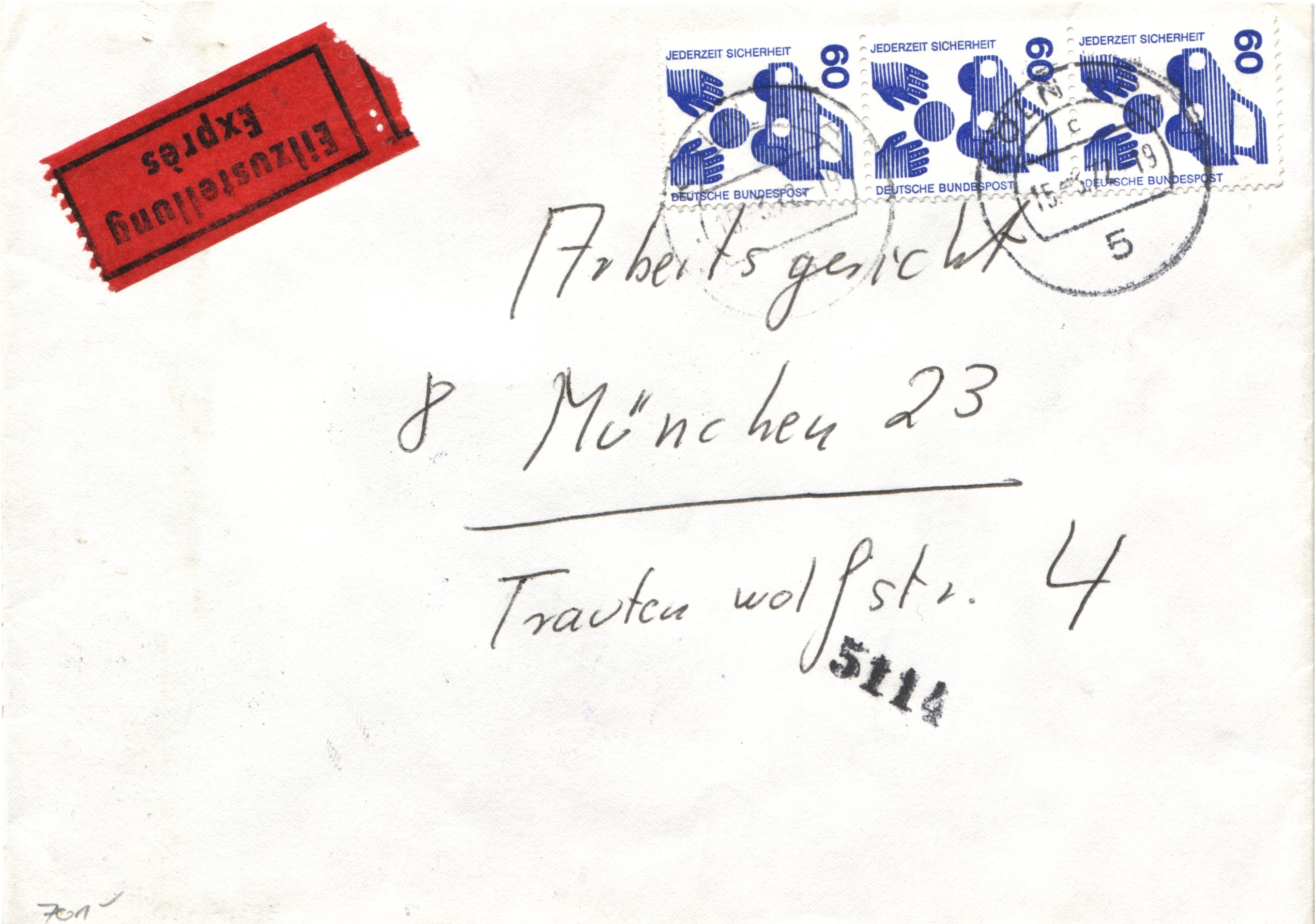
Eilbrief nach München aus dem Jahre 1972 mit vorderseitigem Abschlag des Rohrpost-Numeratorstempels.
Eilbrief nach München aus dem Jahre 1972 mit rückseitigen Bearbeitungsvermerken und Eingangsstempel des Telegraphenamtes München.

### Abstempelungen

Zwei Tagesstempel der Pariser Rohrpost mit 5-Minuteneinstellung, zwischen 1902 und 1930 im Einsatz. Hier: 22. Oktober 1902 08:35 Uhr, 14. Januar 1927 10:25.

In den Rohrpostbezirken der Rohrpost in Berlin und der Rohrpost in Hamburg wurden bei den angeschlossenen Postämtern Tages- oder auch Sonderstempel mit Stunden- und Minutenangaben, üblicherweise in 10-Minuten-Abständen verwendet (siehe oben).
Abstempelungen bei der Rohrpost dienen dem Zweck, minutengenau zu dokumentieren, zu welcher Zeit die Sendung angenommen und gemäß dem Fahrplan weiterbefördert worden ist. Dies war mit den frühen Stempeln, in die die beweglichen Elemente gesteckt wurden, umständlich. Sobald Stempel mit drehbaren Elementen zum Einsatz kamen, war eine Beschleunigung dieses Vorgangs möglich, sodass zunächst im Abstand von 15 Minuten, dann im Abstand von 10 Minuten und schließlich im Abstand von 5 Minuten die Uhrzeitgruppe verändert werden konnte. Die minutengenaue Dokumentation der Behandlung der Sendung wurde möglich, als die Stechuhrstempel eingeführt wurden. Hier trieb ein Uhrwerk die Uhrzeitgruppe des Stempels an, wodurch ohne weiteres menschliches Zutun eine zeitgenaue Einstellung des Stempels gewährleistet war.
Stempel mit 5-Minuteneinstellung sind aus Paris bekannt, während in Marseille lediglich die üblichen Tagesstempel verwendet wurden. Rohrpostsendungen in Marseille sind somit nur durch das entsprechende Porto, den üblichen Hinweis „pneumatique“ sowie den üblicherweise vom gleichen Tag stammenden vorder- oder rückseitigen Ankunftsstempel des Zustellpostamtes zu erkennen.

### Postwertzeichen
Speziell für die Rohrpost herausgegebene Briefmarken gab es nur in Italien. Sie werden in den italienischen Katalogen in der Regel hinter den Eilbotenmarken unter der Spezialrubrik posta pneumatica erfasst. In Frankreich wurde ein Wertstempel (ein eingedrucktes Postwertzeichen) des Typs Chaplain eingesetzt, der über einhundert Jahre lang ausschließlich auf Ganzsachen (Briefumschläge, Kartenbriefe oder Postkarten mit eingedruckten Wertzeichen) und ebenso auf Telephonbilletts Verwendung fand. Es ist hierbei bemerkenswert, dass dieser Wertstempel in allen Wertstufen die Inschrift TÉLÉGRAPHE aufweist, was dafür steht, dass das Pariser Rohrpostsystem zunächst tatsächlich für den Transport von Telegrammen eingerichtet worden ist und vor der Vereinigung mit dem Postsystem nicht der Postregie, sondern dem für die Telegraphie zuständigen Schatzministerium unterstand. (Der Wertstempel vom Typ Chaplain mit der Inschrift TÉLÉGRAPHE wurde zunächst auch für französische Telephonbillets verwendet, bis dann die Inschrift durch das Wort TÉLÉPHONE ersetzt wurde.) Ebenso weisen brasilianische Rohrpostganzsachen einen eigens für sie geschaffenen Wertstempel auf.
Im Gegensatz zum langlebigen Wertstempel vom Typ Chaplain in Frankreich wurde in Deutschland zu Beginn der Inflationszeit ein Wertstempel entwickelt, der ausschließlich für die Rohrpostganzen verwendet wurde und nur zwei Jahre lang im Einsatz war. Er liegt vor in den Wertstufen von 200 Pfennigen und 80 Mark für Rohrpostkarten sowie 225 Pfennigen und 100 Mark für Rohrpostumschläge.
In Argentinien, Brasilien, Deutschland, Frankreich, Österreich und der Tschechoslowakei wurden eigene Ganzsachen für die Rohrpost herausgegeben, die als gebrauchte Stücke eine hervorragende Dokumentation des postalischen Rohrpostwesens darstellen.

Wertstempel vom Typ Chaplain, der nur für den Druck von Rohrpostganzsachen verwendet wurde, im Werte von 2 Fr., 1939 gebraucht.
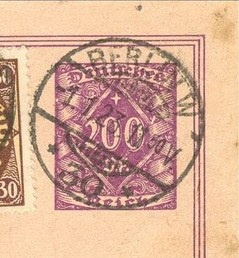
Rohrpost-Wertstempel 200 Pf
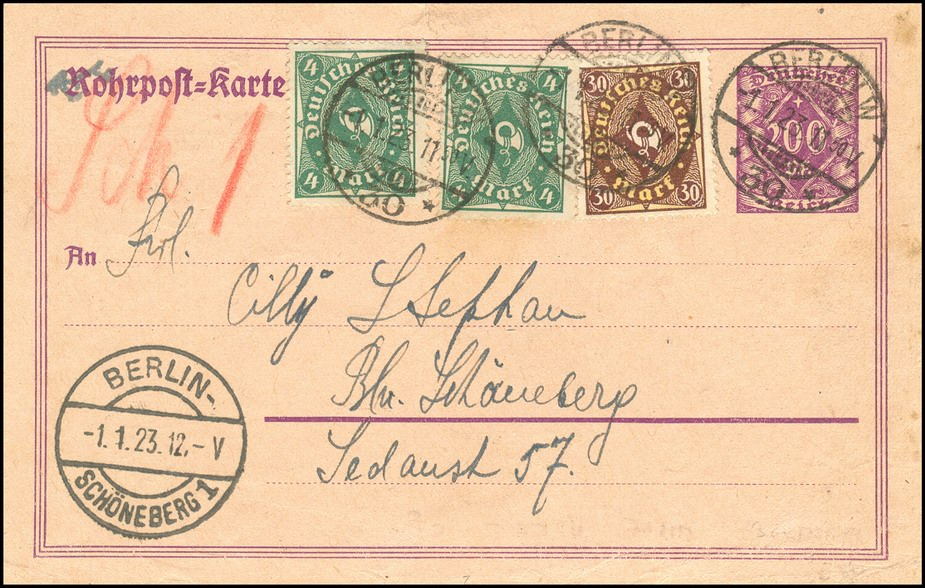
Rohrpostkarte mit eingedrucktem Wertstempel 200 Pf, der nur für den Druck von Rohrpostganzsachen verwendet wurde, mit 38 RM Zusatzfrankatur als Rohrpostkarte in Berlin am 1. Januar 1923 gebraucht.

## Die moderne Rohrpost

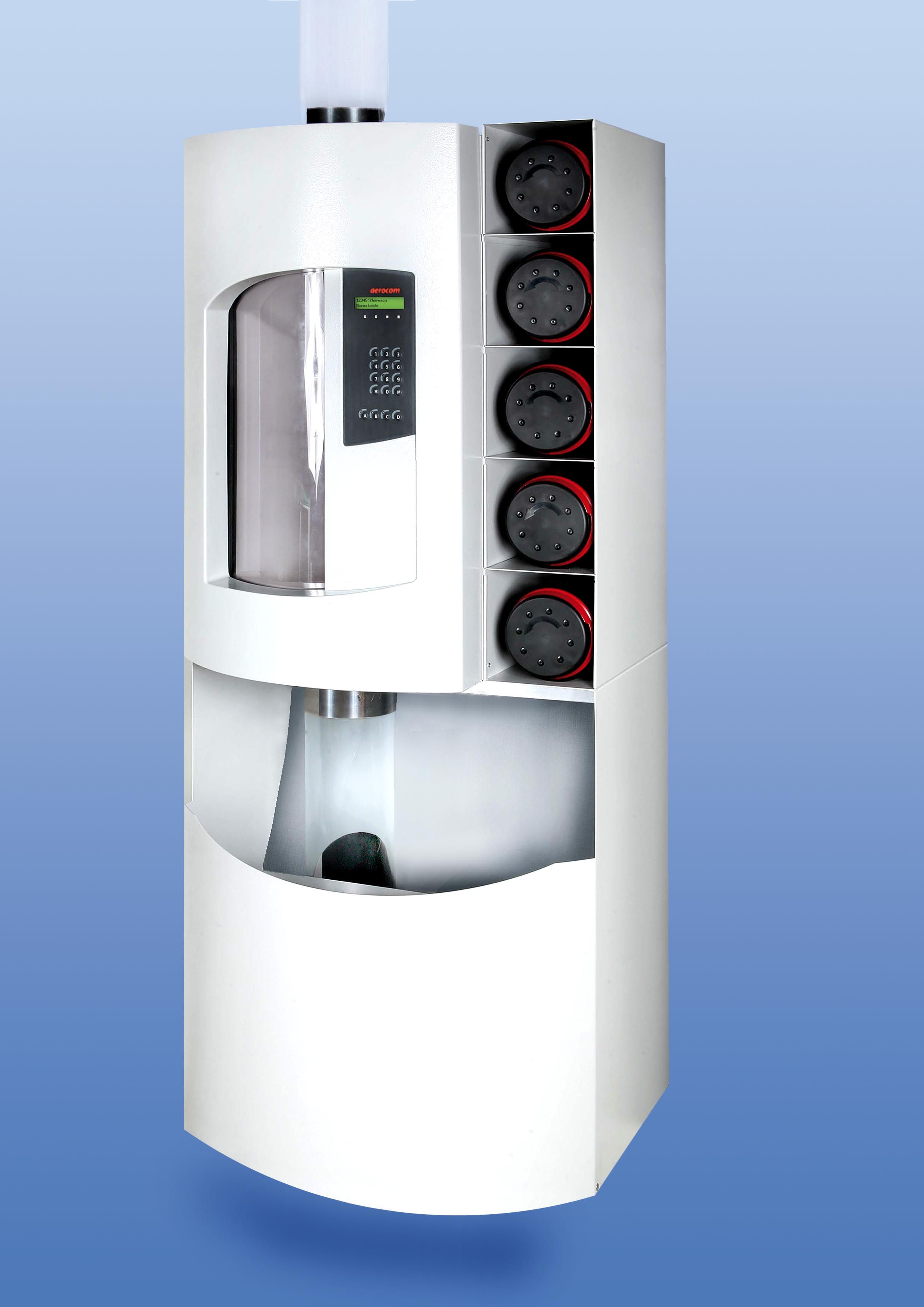
Eine Rohrpoststation

Heutzutage werden Rohrpostanlagen überwiegend innerhalb von Gebäuden eingesetzt, beispielsweise im Handel zur Geld- oder Buchbeförderung und in Krankenhäusern zum internen Versand von Blutproben, Krankenakten, Befunden und Formularen. So werden in der Berliner Charité täglich rund 3500 Patientenproben, Röntgenbilder oder Analysematerialien zwischen den Stationen und den Labors schonend und schnell befördert. Eine der modernsten und jüngsten Anlagen dieser Art wurde im Heidelberger Universitätsklinikum installiert. Dort verbindet ein rund 25 km langes Röhrensystem mit mehr als 100 Linien über vielfältige Verzweigungen 152 Stationen. Mit Transpondertechnologie finden täglich etwa 3800 Proben ihren Weg von den Stationen ins Labor.
Am Universitätsklinikum des Saarlandes in Homburg arbeitet eine der modernsten und größten Anlagen weltweit mit über 70 Linien und ca. 200 Stationen. Sie ist über 60 km lang und hat über 600 Stationen. Das Besondere an dieser Anlage ist, dass alle Verbindungen nur mit Unterdruck und nicht mit Überdruck funktionieren. Jede Station hat ein Sende- und auch ein Empfangsrohr, dadurch ist ein wesentlich größeres Transportvolumen möglich. In der Medizinischen Hochschule werden derzeit über 3000 Büchsen im Verlaufe eines Tages versendet. Durch die Zusammenlegung von Kliniken werden Rohrpostanlagen interessanter, da die Anbindung neuer Erweiterungsgebäude längere Wege innerhalb der Klinik nach sich zieht.
Die Modernisierung zielt auch darauf ab, nicht nur Proben, sondern auch Blutkonserven zu transportieren. Hierbei spielen Gewicht, Beförderungszeit, Hämolyse und Flieh- und Beschleunigungskräfte eine Rolle. Um zu vermeiden, dass Bakterien oder Viren in die Fahrröhren gelangen, werden HEPA-Filter eingesetzt.
Besonders zeitkritisch sind Gewebeproben von laufenden Operationen, sie können im Rohrpostlauf gegenüber weniger dringenden Sendungen bevorrangt werden.
Rohrpostanlagen in Warenhäusern dienen dazu, die einzelnen Kassen mit der Hauptkasse zu verbinden, um eingenommenes Bargeld abzuliefern oder Geld zu wechseln. Die zunehmende Akzeptanz der bargeldlosen Zahlung mittels EC-Karte und Kreditkarte lässt die durch die Rohrpostanlagen gewonnene Sicherheit vor Überfällen aber an Bedeutung verlieren.
Weitere Anwender für moderne Rohrpostanlagen finden sich in der Chemieindustrie, in Stahlwerken, in Papierfabriken und in der Automobilindustrie. So ließ der französische Automobilhersteller Peugeot 1998 im Werk Sochaux eine Rohrpostanlage installieren, um die Produktionslinien mit den passenden Schließgarnituren für Tür- und Kofferraumschlösser zu versorgen.
Moderne Systeme für „Kommunikation und Transportautomation“, wie solche Anlagen von den Herstellern genannt werden, sind in der Lage, bis zu 28 kg schwere Dokumente, Waren oder Werkstücke mit einer Länge von 50 cm und einem Durchmesser von bis zu 30 cm zu befördern. Hierbei können Röhrensysteme mit über 100 Linien und über 1000 Stationen realisiert werden.
Im 2000 fertiggestellten Klinikum Erfurt wurde eine Krankenhausrohrpostanlage mit 35 Sende- und Empfangsstationen miterrichtet und bis 2011 auf 69 Stationen erweitert. Sie weist eine am Bildschirm dargestellte Betriebsüberwachung auf, dokumentiert jede einzelne Versendung (typisch 1500 pro Tag) und ist fernsteuer- und fernwartbar. Sendungen können umgeleitet, ein Sendungseingang kann per E-Mail gemeldet werden. Eine Studie des Klinikums evaluierte, dass Blutproben durch ausreichend schonenden Transport – Abbremsen der Hülsen auf einem Luftpolster – unverfälscht ankommen. An den Weichen und Endstationen wird durch Schleusen und Luftführung darauf geachtet, mit der Transportluft möglichst keine Keime durch das Krankenhaus zu bewegen.
Das 2001 fertiggestellte Bundeskanzleramt in Berlin verfügt ebenfalls über ein Rohrpostsystem, mit dem bis zu 2400 Vorgänge monatlich versendet werden (April 2019). Es handelt sich um ein Zweiliniensystem mit 36 Stationen und einer Länge von rund 1300 Metern.
Im Juni 2016 erhielt das Kaiser-Franz-Josef-Spital in Wien eine moderne Rohrpostanlage, die Blutproben sanft ins Analyselabor sendet. Die Wartezeiten auf die Befundung konnten so auf unter eine Stunde gesenkt werden.

### Nachttresor
Sowohl das Einwerfen von standardisierten Büchsen (typisch abgerundet zylindrisch, aus Blech) mit dem Tagesumsatz von Geschäftsleuten in die Aufnahmeapparatur des Nachttresors der Hausbank als auch – insbesondere auf Tankstellen – vom Kassenraum in einen im Boden oder Nachbarraum befindlichen Tresor dienen der Sicherung von Bargeld vor nächtlichem unbefugtem Zugriff. Zum Unterschied von Rohrpost läuft die Sendung nur in einer Richtung und – zumindest anfangs – rein schwerkraftgetrieben.

### Hersteller
Der weltweite Markt für Rohrpostsysteme gilt als stark fragmentiert, das heißt, es gibt viele Anbieter, ohne dass einer eine dominierende Stellung erreicht hätte. Eine Studie des Marktforschungsinstituts Mordor Intelligence aus Indien nennt als wichtigste Hersteller Swisslog Healthcare (Buchs AG, Schweiz), Aerocom (Schwäbisch Gmünd, Deutschland), Eagle Pneumatic (Lakeland, Florida, Vereinigte Staaten), Air-Log (Oldenburg, Deutschland) und Hanter Ingenjörsteknik (Gånghester, Schweden).

## Die Rohrpost in der Kultur

### Darstellung im Film
Im Film Logan Lucky wird das Rohrpostnetz einer NASCAR-Rennstrecke manipuliert, um so die Einnahmen der Gastronomie auf dem Weg in den Tresor abzufangen.
Im Film Brazil ist ein Rohrpostsystem Teil der gigantischen Bürokratie des Informationsministeriums. Dem Helden gelingt es, das System zu sabotieren, indem er die Leitung überlastet und so die gesamte Behörde ins Chaos führt.
Im Film Shadow und der Fluch des Khan benutzt der Held ein gewaltiges Rohrpostnetz, das sich über ganz New York erstreckt, um Informationen von seinen Agenten zu erhalten.
In François Truffauts Geraubte Küsse wird eine Nachricht von Antoine Doinel in der Rohrpostanlage von Paris mit mehreren Einstellungen des unterirdischen Systems auf ihren Weg zu Fabienne Tabard verfolgt.
Im Teil zwölf der Olsenbande-Filme versenden die drei Gauner eine Ladung heißen Kaffees durch die Rohrpost, die sich der Empfänger beim Öffnen der Kapsel prompt über die Hose kippt.
In der Kinderserie Hallo Spencer hat Spencer, die Hauptfigur, ein Rohrpostsystem.
In der Zeichentrickserie Futurama wird oft die Rohrpost in der Bürokratie verwendet und als „Öffentlicher Nahverkehr“ für Menschen genutzt.
In der Fernsehserie Lost wird ebenfalls ein Rohrpostsystem verwendet, dessen Sendungen jedoch auf eine Wiese befördert werden und nicht an ihr vermeintliches Ziel gelangen.
In Folge 16 der 3. Staffel der Fernsehserie The Blacklist ist zum Erstaunen des FBI das Rohrpostsystem von Washington D.C. nach 20 Jahren wieder in Betrieb.
In Folge 17 der 3. Staffel (Episode 43) der Fernsehserie EUReKA – Die Geheime Stadt wird ein Fungizid durch das stadtweite Rohrpostsystem geleitet, um damit die durch Bakterien eingefrorenen Wände aufzutauen.
Im Computeranimationsfilm Alles steht Kopf werden die Erinnerungen einer Emotion zugeordnet und am Ende des Tages über eine Rohrpost in das Langzeitgedächtnis befördert.
In John Wick: Kapitel 2 wird Rohrpost zur internen Kommunikation im Continental-Hotel genutzt.

### Darstellung in Videospielen
In der utopistischen Unterwasser-Stadt Rapture aus dem Videospiel Bioshock existiert ein Rohrpostsystem, das für einige Aufgaben auch vom Spieler genutzt wird.

### Darstellung in Literatur und Kunst
In Theodor Fontanes Frau Jenny Treibel bedienen sich Nachrichten besonderer Wichtigkeit zwischen den Familien Schmidt und Treibel des Berliner Rohrpostsystems. „Zwischen neun und zehn waren zwei Rohrpostbriefe bei Schmidt’s eingetroffen, ein Fall, der, in dieser seiner Gedoppeltheit, noch nicht dagewesen war.“
Franz Kafka (1883–1924) kommunizierte häufig per Rohrpost – nicht nur von seiner Arbeitsstelle aus, um sich etwa mit Max Brod zu verabreden, sondern auch mit seiner Freundin Milena Jesenská, der er Liebesbriefe per Rohrpost schickte. In Kafkas Werk, insbesondere dem Briefwechsel und den Tagebüchern, haben sich deshalb viele Hinweise auf Rohrpostkommunikation erhalten.
In Marcel Prousts Auf der Suche nach der verlorenen Zeit werden Briefe nicht selten mit der Pariser Rohrpost versendet.
Auch in Kurt Tucholskys Kurzgeschichten finden sich Schilderungen der Berliner und Pariser Rohrpostkultur.
In dem dystopischen Roman 1984 von George Orwell wird im Ministerium für Wahrheit eine Rohrpostanlage verwendet.
In Jean-Paul Sartres Roman Zeit der Reife wird für den Versand von Nachrichten innerhalb von Paris Rohrpost verwendet.
In der Steirischen Landesausstellung Verkehr, 1999 in Knittelfeld wurde in der Lokomotivmontagehalle eine über den Köpfen frei liegende Rohrpostanlage mit transparenten Rohren des Künstlers Serge Spitzer sichtbar betrieben.